# 대한민국 상법 제15조
대한민국 상법 제15조는 부분적 포괄대리권을 가진 상업사용인에 대한 상법총칙의 조문이다.

## 조문
제15조 (부분적 포괄대리권을 가진 사용인) (1) 영업의 특정한 종류 또는 특정한 사항에 대한 위임을 받은 사용인은 이에 관한 재판외의 모든 행위를 할 수 있다. (2) 제11조제3항의 규정은 전항의 경우에 준용한다.

## 판례

### 본조에 대해서 상법상 표현책임이 성립하지 않는다
- 부분적 포괄적 대리권을 가진 사용인에 대해서는 상법이 표현적 명칭에 대한 상대방의 신뢰를 보호하는 규정을 두고 있지 않는데, 지배인과 같은 정도의 획일적, 정형적인 대리권을 갖지도 않는 부분적 포괄대리권을 가진 사용인에 대해서까지 상대방의 신뢰를 무조건적으로 보호한다는 것은 영업주의 책임을 지나치게 확대하는 것이 될 우려가 있고, 상대방은 민법 제125조의 표현대리나 민법 제756조의 사용자책임 규정으로도 보호될 수 있으므로 이에 대해 상법 제14조를 유추적용할 수는 없다[1][2]

- 부분적 포괄대리권을 가진 상업사용인이 특정된 영업이나 특정된 사항에 속하지 않는 행위를 한 경우, 영업주가 책임을 지기 위하여는 민법상의 표현대리의 법리에 의하여 그 상업사용인과 거래한 상대방이 그 상업사용인에게 그 권한이 있다고 믿을 만한 정당한 이유가 있어야 한다[3]

- 회사의 영업부장과 과장대리가 거래서 선정 및 계약체결, 담보설정, 어물구매, 어물판매 등의 대외적 업무에 종사하고 있었다면 비록 사장 등의 결제를 받아 그 업무를 시행하였더라도 그 업무에 관한 부분적 포괄대리권을 가진 사용인으로 볼 수 있다[4]

- 건설회사 현장소장은 일반적으로 특정된 건설현장에서 공사의 시공에 관련한 업무만을 담당하는 자이므로 특별한 사정이 없는 한 상법 제14조 소정의 본점 또는 지점의 영업주임 가타 유사한 명칭을 가진 사용인 즉 이른바 표현지배인이라고 할 수는 없고, 부분적 포괄대리권을 가진 상업사용인이다[5]

- 증권회사의 지점장대리는 명칭 자체로부터 상위직 사용인의 존재를 추측할 수 있게 하는 것이므로, 상법 제14조 소정의 영업주임 기타 이에 유사한 명칭을 가진 사용인이라고 할 수는 없고, 단지 같은 법 제15조 소정의 영업의 특정한 종류 또는 특정한 사항에 대한 위임을 받은 사용인으로서 그 업무에 관한 부분적 포괄대리권을 가진 사용인으로 봄이 타당하다[6]

- 주식회사의 기관인 상무이사라 하더라도 상법 제15조 소정의 부분적 포괄대리권을 가지는 그 회사의 사용인을 겸임할 수 있다.[7]

## 같이 보기
- 지배인
- 대한민국 민법 제125조 표현대리
- 대한민국 민법 제756조 사용자책임

## 참고 문헌
- 이기수, 최병규, 상법총칙․상행위법, 제7판, 박영사, 2010. ISBN 9788964545041